# 건륭대제
건륭대제 (중국어: 乾隆大帝, 병음: Qián lóng dà dì 첸룽다디[*], 광둥어: kin4 lung4 daai6 dai3 킨룽다이다이)는 홍콩 TVB의 드라마이다. 고천락이 주연인 드라마이며, 감독은 장건문이다. 주제곡은 유덕화의 풍운색변이다.

## 배역표
- 고천락 - 건륭제
- 하보생 - 홍 선
- 하소성 - 주경안
- 옹홍 - 장옥아
- 강대위 - 증 정
- 설리 - 여사랑
- 나낙림 - 옹정제

## 제작진
- 감독 (監製)：장건문 (張乾文)
- 연출 (編導)：장건문 (張乾文)、광금굉 (鄺錦宏)、유소매 (劉小梅)、왕관휘 (王冠輝)、관영충 (關永忠)
- 극본 (編劇)：양립인 (梁立寅)、구복경 (邱福慶)、유소군 (劉小群)、서달초 (徐達初)
- 편집 (編審)：양립인 (梁立寅)
- 주제곡 (主唱)：유덕화 (劉德華)